# Вулиця Віктора Забіли (Київ)
Вулиця Ві́ктора Забі́ли — вулиця в Голосіївському районі міста Києва, місцевість Деміївка. Пролягає від початку забудови до Голосіївської вулиці.
Прилучається Шкільна вулиця.

## Історія
Вулиця виникла в XIX столітті та разом із Шкільною вулицею складала Училищну вулицю. З середини XX століття мала назву Новошкільна вулиця. Сучасна назва на честь українського поета Віктора Забіли — з 1977 року.
До 1978 року вулиця починалася від проспекту 40-річчя Жовтня (нині — Голосіївський проспект). Скорочена у зв'язку зі знесенням старої забудови.
До 80-х років XX століття вулиця Віктора Забіли існувала на Воскресенській слобідці (ліквідована в зв'язку зі знесенням її старої забудови).

## Зображення

Новобудова в тумані по вул. Віктора Забіли, 5